# Power Metal
Power Metal ist ein Musiksubgenre des Metal, welches in der ersten Hälfte der 1980er Jahre durch eine Tradierung der Ideen des Heavy Metal und der New Wave of British Heavy Metal entstanden ist, diese allerdings intensivierte und sich moderner Produktionsmittel bedient.
Das Genre besitzt mit einer europäischen und einer amerikanischen Variante zwei regionale Ausprägungen, die in unterschiedlichen Zeiträumen die Wahrnehmung des Power Metal prägten.

## Stil
Originärer Power Metal ist eine Folgeerscheinung und Fortführung des Heavy Metal und der NWoBHM. Der Stil setzte sich von Beginn an von Modernisierung des Metals in Thrash Metal, Speed Metal, Doom Metal oder Black Metal ab. Der Kulturwissenschaftler Karl Spracklen sieht den Power Metal musikalisch durch Bezugnahmen auf Interpreten wie die frühen Iron Maiden, Judas Priest und Manowar geprägt. Insbesondere Manowar, deren lange und hymnische Stücke des 1984er Albums Hail to England „voller Pathos und Dramatik, klassisch gespielt mit straightem Viervierteltakt, schweren Riffs, virtuosen Soli und emotionalem Gesang“ waren, werden als ein Stereotyp des Power Metal angeführt.
Trotz des konservativen Verweis auf die Tradition auf wesentliche Interpreten der NWoBHM und ein enges klangliches Korsett entwickelte sich der Stil. Fortschreitende Technik ermöglichte kraftvollere Soundqualität. Und die Rückverweisung auf den Heavy Metal, arm an Einflüssen aus Groove, Blues oder Punk, führte der Stil in eine Steigerung der Charakteristika des Metals. Zumeist werden dabei bombastische Metal-Arrangements geschrieben, zu denen mit hoher Stimme Lieder über Krieger und Fantasy-Geschichten gesungen werden.
Vom klassischen Heavy Metal setzte sich das Genre unter anderem durch größere Geschwindigkeit ab. Auch die technische Virtuosität, in der Nähe zum Progressive Rock und neoklassischem Metal, war eine Steigerung der bis dahin gängigen Formensprache des Heavy Metal. Kennzeichnend wurden so Melodien im Gitarrenriffing sowie im Gesang. Gerade im Gesang unterschied sich ursprünglich die europäische von der amerikanischen Variante. In Europa wurde dem Gesang durch Effekte wie Hall und Verdopplung oft ein chorischer Eindruck verliehen, während in den USA der Gesang klar und ohne Effekte aufgenommen wurde. Ein weiterer Unterschied lag im erhöhten Tempo der frühen deutschen Bands, deren Ursprung aus dem Speed Metal noch hörbar war. Diese beschrieb bereits 1998 die Volkskundlerin Bettina Roccor Power Metal als Fortführung des traditionellen Heavy Metal:

„Wert wird gelegt auf einen melodiösen Gesang, eingängige Refrains, eine druckvolle Rhythmik und technisch ausgereifte Gitarrenarbeit.“

## Geschichte

### Als Sammelbegriff
Der Begriff Power Metal entstand während der Verbreitung des Metals. Dabei etablierte er sich für Interpreten, die in der direkten Tradition des Heavy Metal stehen. So wurden von der NWoBHM beeinflusste Gruppen oder solche, die parallel zu dieser standen, aber nicht aus Großbritannien stammten, als Power Metal bezeichnet.
Als junge Bands einige Grundideen des Heavy Metal aufgriffen und diese verstärkten und „die explosivsten Momente mit Steroiden anzureichern“ begannen, schufen sie den Power Metal. Allerdings wurde der Begriff damals weitläufig verwendet, um alles von Exciter und Metallica über Anvil und Mercyful Fate zu Warlock, Accept und Jag Panzer zu bezeichnen. So wurde der Begriff ursprünglich allgemein für kraftvollen Metal verwandt.

### Als Musikstil

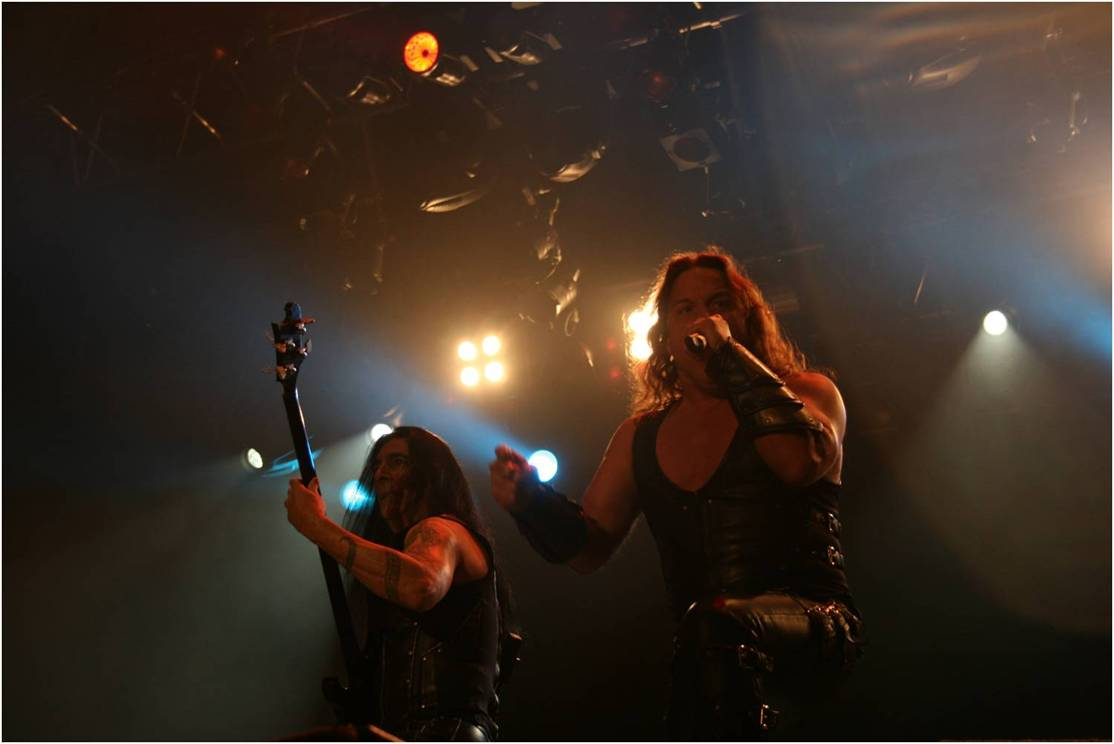
Manowar gelten als Pioniere des Power Metal

Der konkrete Musikstil Power Metal entstand in diesem Zeitraum, allerdings etablierte sich die Bezeichnung erst zum Ende der 1980er Jahre mit der zunehmenden Differenzierung des Metals in Subgenre. Rückblickend wird der Power Metal als eines der ersten Subgenres des Metals beurteilt. Der musikalische Grundstein für das spätere Genre wurde derweil schon in den 1980er-Jahren gelegt. Axl Rosenberg und Christopher Krovatin schreiben in ihrer Metal-Chronik Hellraisers, dass Yngwie Malmsteen Vorvater und treffende Metapher des gesamten Genres sei. Sein virtuoses von Klassik und Heavy Metal geprägtes Gitarrenspiel erwies sich als wegweisend. Insbesondere die handwerkliche Finesse des Solo-Debüts aus dem Jahr 1984 Rising Force sei bezeichnend für das spätere Genre gewesen. Zugleich verweise Malmsteens reduzierte Fähigkeit als Songwriter schon früh darauf, dass Power Metal eine Musik mit unglaublichem Talent und purer Hingabe sei, die dennoch hart arbeiten müsse, um nicht zu nerven. Im gleichen Jahr erschien Manowars wegweisendes drittes Album Hail to England, das stereotype Themen und Stilelemente des damals noch unbenannten Genres vereinte. Schon ein Jahr vor Manowar boten Manilla Road mit Crystal Logic und Savatage mit Sirens einen musikalisch ähnlichen Ansatz, verfuhr allerdings ungezügelter und aggressiver als die beinah sublim und betont maskulin agierende Band Manowar. Gemeinsam wurden Manowar und Savatage zu den Pionieren des US-Power-Metal.

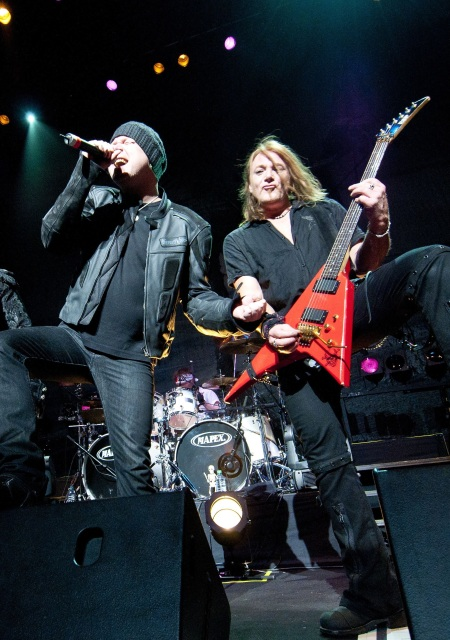
Gitarrist Kai Hansen und Sänger Michael Kiske leisteten mit Helloween Pionierarbeit für den europäischen Power Metal

Eine weitere Differenzierung fand in der zweiten Hälfte der 1980er Jahre in Europa, vorwiegend Deutschland, statt. Interpreten des Speed Metal griffen verstärkt auf Chöre, Melodien „und ins Ohr gehende Refrains, die zum Mitsingen einladen“ zurück. Wesentlicher Vorreiter dieser Entwicklung war Helloween mit Keeper of the Seven Keys Part 1 und Keeper of the Seven Keys Part 2, aber auch Gamma Ray und Blind Guardian folgten noch im Verlauf der 1980er-Jahre.
In den frühen 1990er-Jahren traten amerikanische Interpreten mit neuen Ideen in Erscheinung. Bands wie Iced Earth und Nevermore wichen mit Erfolg in der Metalszene von der eskapistischen Grundatmosphäre ab und nutzen Themen, die sich von den Sword-and-Sorcery-Stereotypen unterschieden. Mit dem Aufkommen dieser Interpreten verwischten die sozialen und musikalischen Grenzen zwischen den regionalen Formen des Power Metal zusehends. Indes schränkte der Erfolg des Alternative Metal allerdings das ökonomische und kulturelle Interesse am Power Metal ein.
Zum Ende der Dekade änderte sich jedoch die Wahrnehmung erneut. Im Jahr 1997 entstand die Band Demons & Wizards als Kooperation und Nebenprojekt von dem Iced-Earth-Gitarristen Jon Schaffer und dem Blind-Guardian-Sänger Hansi Kürsch. Im gleichen Jahr erschien Glory to the Brave, das Debütalbum der Band Hammerfall, das den gesamten Power Metal zu neuer Popularität verhalf und das Genre zu einem der bestimmenden Metalstile der endenden 1990er-Jahre werden ließ. Dem Erfolg von Hammerfall gelang es, den mit jungen Bands längst im Untergrund schwelenden, europäischen Power Metal wieder in die Öffentlichkeit zu tragen. Der Herausgeber des Magazins Deaf Forever Götz Kühnemund führt in einer Retrospektive auf die 1990er-Jahre namentlich Cauldron Born und Gothic Knights als qualitativ ebenwürdige Interpreten und sah mit dem Erfolg des europäischen Power Metal auch eine Renaissance der klassischen Metalszene, die in dem Jahrzehnt von Alternative Metal mit intellektueller Ernsthaftigkeit zunehmend verdrängt worden war, „und auf einmal waren […] all die albernen Posen, das betont Unschuldig-Naive und das Sich-selbst-Abfeiern der frühen Metalszene wieder salonfähig und cool.“

### Folgen und Parallelen
Mit ihrer inhaltlichen Übersteigerung und vehementer Verteidigung des „echten“ Metal gegenüber Fremd-Einflüssen und Popkultur-Annäherung begründete Manowar den True Metal. In gezielter Abgrenzung zu popkulturellen Spielweisen wie Glam Metal oder Hybridisierungen mit Punk-, Hip-Hop- und weitere Fremdeinflüsse prägten Manowar den Begriff True Metal als „strikte Verfechter von traditionellen Aspekten des klassischen Heavy Metal[s]“. Eine stilistische Einheitlichkeit erlebte der so ideologisch geprägte True Metal allerdings nicht.
Epic Doom gilt als artverwandt zum Power Metal. Dabei wurden die Grundideen von Black Sabbath mit dem 1980 veröffentlichten Album Heaven and Hell gesetzt. Als weitere Wegmarken gelten die Veröffentlichungen von Candlemass Epicus Doomicus Metallicus und Nightfall sowie die ersten Alben von Solitude Aeturnus Into the Depths of Sorrow und Beyond the Crimson Horizon. Das Genre kombinierte das reduzierte Tempo und tiefe Riffing des Doom Metal mit einer stärkeren Betonung epischer Momente, manchmal durch den Einsatz eines Keyboards, gelegentlich synthetische Orchesterklänge, häufig durch eine präsentere Leadgitarre, klarere Produktion und einen klaren und hohen von Ronnie James Dio und Messiah Marcolin geprägten Gesang, wodurch eine Nähe zum Power Metal bestand.
Zum Ende der 1990er kam der zunehmend vom Power Metal beeinflusste Symphonic Metal zum Erfolg. Während die Initiatoren des Stils Lacrimosa und Therion in ihrem jeweiligen Ursprung dem Genre eher fremd waren, lagen die Stilideen dem europäischen Power Metal nah. Der Erfolg des Genres ging dann von der Gruppe Nightwish mit den Alben Oceanborn 1998 und Wishmaster 2000 aus. Nachdem Nightwish neben den Charts ihres Heimatlands unter anderem die deutschen Charts erreichten, orientierten sich viele der weiteren Interpreten optisch und musikalisch, insbesondere im Gesang, an Nightwish.